# RD–170

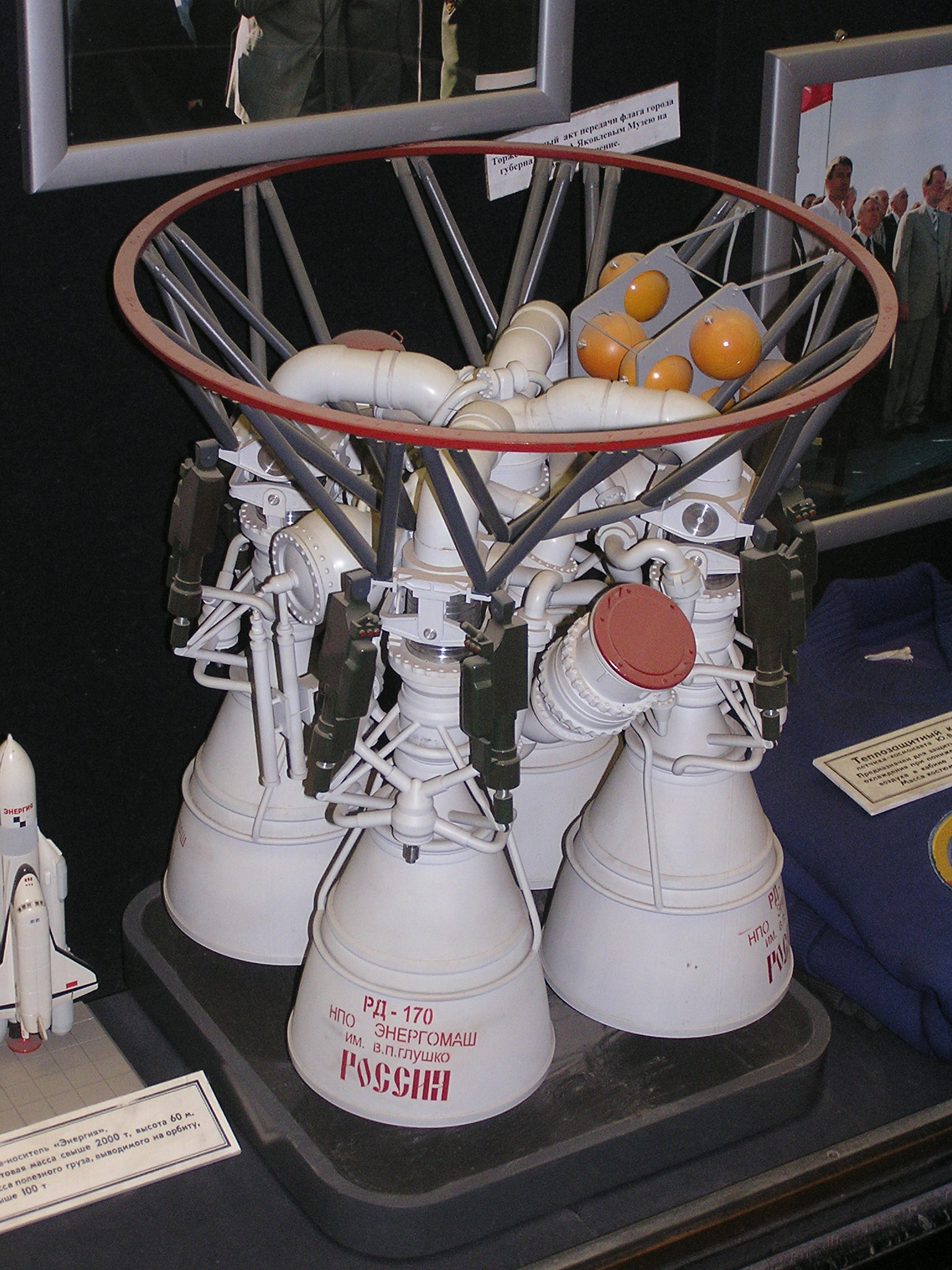
RD–170

Az RD–170 (cirill betűkkel: РД–170, GRAU-kódja: 11D521) a szovjet Enyergomas tervezőirodában (korábban: OKB–456) kifejlesztett zárt ciklusú (előégetős) folyékony hajtóanyagú rakétahajtómű. Az alapváltozatát az Enyergija nehézrakétához fejlesztették ki, később a Zenyit rakéták első fokozatában is használni kezdték. Továbbfejlesztett változata az RD–191, amelyet az Angara hordozórakétákba építenek, illetve az amerikai Atlas V hordozórakétához használt RD–180.

## Kialakítása
A világ jelenleg legnagyobb tolóerejű folyékony hajtóanyagú rakétahajtóműve. A szovjet, illetve orosz hajtóművekre jellemzően négykamrás égéstérrel rendelkezik, a fúvócsövek tengelye (a tolóerővektor) alaphelyzetben párhuzamos. A fúvócsöveket négy-négy hidraulikus munkahenger mozgatja. Tüzelőanyagként kerozint, oxidáló-anyagként pedig oxigént használ. Két gázgenerátorral rendelkezik, amelyek egy turbinát működtetnek, a turbina pedig egy szivattyút hajt, ez látja el tüzelőanyaggal és oxidálóanyaggal mind a négy kamrát. Az RD–170 hajtómű tömege 9750 kg.

## Műszaki jellemzői
- Tolóereje légüres térben 7887 kN
- Fajlagos impulzusa vákuumban 338 s (3305 N·s/kg), földfelszínen, atmoszférikus nyomáson 309 s (3030 N·s/kg)
- Tolóerő-tömeg arány: 82
- A tüzelőanyag-szivattyú turbinájának teljesítménye: 192 MW

## Típusváltozatok
- RD–170 – az alapváltozat, gyártását már befejezték
- RD–171 – az ukrán Zenyit rakétákon alkalmazzák. Az alapváltozattól eltérően alaphelyzetben a négy fúvócső tengelye szöget zár be egymással. A típust jelenleg is gyártják.
- RD–172 – az alapváltozathoz képest 6%-kal növelték a tolóerőt, de sorozatban nem gyártották
- RD–173 – az alapváltozathoz képest 4%-kal növelték a tolóerőt, de sorozatban nem gyártották
- RD–174 – az Angara hordozórakétához gyártott változat, jellemzői alapvetően megegyeznek az RD–170 alapváltozatéival

## Külső hivatkozások
- Az RD–170 a gyártó NPO Enyergomas vállalat honlapján (oroszul) Archiválva 2014. október 18-i dátummal a Wayback Machine-ben
- Az RD–170 hajtómű képe a buran.ru oldalon